# Ernst Dreisigacker
Ernst Dreisigacker (* 19. September 1947) ist ein deutscher Physiker und Wissenschaftsjournalist.
Dreisigacker promovierte 1978 an der Universität Heidelberg über Ein Viel-Boxmodell des Nordatlantik zur Simulation von Spurenstoffverteilungen. Von 1982 bis 1998 war er Chefredakteur der Physikalischen Blätter, der Hauszeitschrift der DPG. Danach war er als Nachfolger von Volker Schäfer von 1998 bis 2016 Geschäftsführer der Wilhelm und Else Heraeus-Stiftung.
1998 erhielt er mit Helmut Lotsch die Medaille für naturwissenschaftliche Publizistik der  Deutschen Physikalischen Gesellschaft (DPG).

## Schriften
- mit Wolfgang Roether: Tritium and Sr90 in North Atlantic surface water. In: Earth and Planetary Science Letters. Band 38, Nr. 2, 1978, S. 301–312.
- mit Helmut Rechenberg: 50 Jahre Physikalische Blätter. In: Physikalische Blätter. Band 50, Nr. 1, 1994, S. 21–23 (wiley.com).
- mit Helmut Rechenberg: Karl Scheel, Ernst Brüche und die Publikationsorgane. In: Physikalische Blätter. Band 51, Nr. 1, 1995, S. F135–F142 (wiley.com [PDF]).